# Sydney Camm

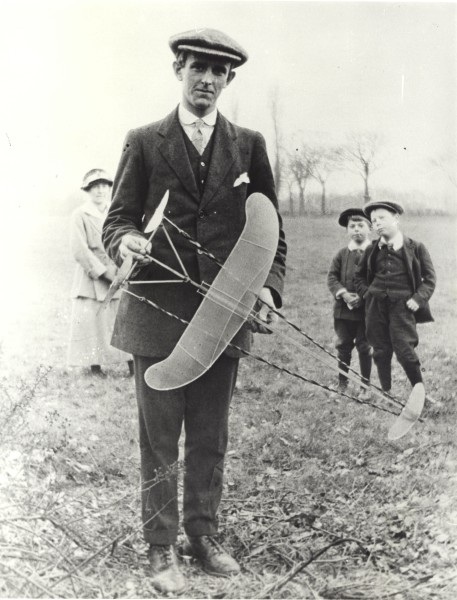
Sydney Camm (1915)

Sir Sydney Camm, CBE (* 5. August 1893 in Windsor; † 12. März 1966 in Richmond, London) war ein britischer Luftfahrtingenieur. Seine bekanntesten Entwicklungen dürften die Hawker Hurricane und der Hawker Siddeley Harrier gewesen sein.

## Leben
Camm kam zum ersten Mal 1912 mit Flugzeugen in Kontakt. Er wurde 1926 Chefingenieur bei der H.G. Hawker Engineering Co. Ltd. und behielt diesen Posten bis zu seinem Lebensende bei. Camm wurde 1953 zum Knight Bachelor („Sir“) geschlagen und wurde als Commander in den Order of the British Empire aufgenommen. Camm erlebte als aktiver Konstrukteur die Anfänge des Motorfluges bis zum Passagierflugzeug für zweifache Schallgeschwindigkeit. Camm galt bei seinen Mitarbeitern als genial, aber schwierig.